# Reiner-Friedemann Edel
Reiner-Friedemann Edel (* 18. März 1930 in Erfurt; † 9. September 2022 in Lüdenscheid) war ein deutscher Pfarrer der Evangelischen Kirche von Westfalen, Verleger und Autor.

## Leben und Wirken
Reiner-Friedemann Edel absolvierte eine Ausbildung zum Großhandelskaufmann. Später studierte er Evangelische Theologie, sieben Sprachen, Philosophie, Musik und Psychologie. In Lüdenscheid promovierte er 1961 mit seiner Arbeit über den Theologen Heinrich Wilhelm Josias Thiersch. Als Pfarrer arbeitete er in Friedberg (Hessen) und Dauborn. Durch seine Initiative wurde 1965 erstmals eine „Tagung für charismatischen Gemeindeaufbau“ in Königstein im Taunus veranstaltet. 1966 wurde ein „Ökumenischer Dienst e.V.“ mit Albrecht Fürst zu Castell-Castell als Vorsitzendem gegründet, der diese Tagungen bis 1969 als „ökumenische Kirchentage“ durchführte. Die Beiträge der Tagungen sind in der von Edel herausgegebenen Reihe „ökumenische Texte und Studien“ erschienen. Dieser Verein war auch Träger des 1968 auf Schloss Craheim entstandenen „Ökumenischen Lebenszentrum für die Einheit der Christen“, eine überkonfessionelle Lebensgemeinschaft, wo auch Mitgründer Edel wohnte.
1970 übernahm Edel die Kreuzkirchengemeinde in Lüdenscheid, wo er bis 1986 als Pfarrer tätig war. In der Allgemeinen apostolischen Mission wurde er zum Priester in apostolischer Sukzession geweiht. In den 60er Jahren gehörte er zu den Begründern der charismatischen Bewegung in Deutschland. Gleichzeitig wirkte er stark überkonfessionell, gründete an seinem Wohnsitz in Lüdenscheid-Horringhausen das Gästehaus Lobetal, die Stiftung „ökumenisches Institut“ und eine kleine Gemeinde in der dort erbauten „Not-Gottes-Kapelle“.
Er ist Autor und Herausgeber vieler theologischer Sach- und Fachbücher, dokumentierte das Entstehen der charismatischen Bewegung, verlegte eine Gesamtausgabe der Psalmen und Andachtsbücher und brachte in seinem in Marburg gegründeten Ökumenischen Verlag 2012 eine Übersetzung des Neuen Testamentes heraus. Er reiste regelmäßig in die Länder östlich des Eisernen Vorhangs, um Bibeln und christliche Literatur zu schmuggeln, was ihm als Verleger unkontrolliert möglich war. 2020 wurde seine Tätigkeit als „West-IM“ für die DDR-Staatssicherheit unter dem Decknamen „IM Verleger“ in der Zeit von 1967 bis zur Grenzöffnung 1989 bekannt.
Reiner-Friedemann Edel war verheiratet und hatte mit seiner Frau Ingeborg fünf Kinder. Sein Großvater war Eugen Edel, eine der führenden Persönlichkeiten der frühen deutschen Pfingstbewegung, Prediger in Brieg in Schlesien, später in Erfurt.

## Veröffentlichungen (Auswahl)
- Heinrich Thiersch als oekumenische Gestalt. (zugl. Dissertation unter dem Titel Auf dem Weg zur Vollendung der Kirche Jesu Christi: Die oekumenische Sendung der katholisch-apostolischen Gemeinden an der Gesamtkirche Jesu Christi dargestellt in Leben und Wirken des Prof. Dr. Heinrich W. J. Thiersch, Theologische Fakultät, Marburg 1961). Marburg an der Lahn 1962.
- Wissenschaftliche Theologie innerhalb ihrer Grenzen: Gedanken zur Selbstbesinnung. Marburg an der Lahn 1963.
- Hebräisch-deutsche Präparation zu Jesaja. Marburg an der Lahn 1964.
- Repetitorium der hebräischen Grammatik. Marburg an der Lahn 1966; 4. Auflage 1977.
- Griechisch-deutsches Vokabel-Lern- und -repetitionsheft der 1132 zehnmal und öfters im Neuen Testament enthaltenen Wörter, geordnet nach der Häufigkeit ihres Vorkommens. Marburg an der Lahn, 4. Auflage 1968.
- Hebräisch-Deutsche Präparation zu den "Kleinen Propheten" 2. Micha bis Maleachi. Oekumenischer Verlag Edel, Marburg an der Lahn 1972.
- Hebräisch-deutsche Präparation zu Josua. Oekumenischer Verlag Edel, Marburg an der Lahn 1975.
- Hebräisch-deutsche Präparation zu Jeremia. Oekumenischer Verlag Edel, Marburg an der Lahn 1975.
- Geschichtsübersicht über die Weltgeschichte und oekumenische Kirchengeschichte in Zeittafeln mit Paralleldaten aus Wissenschaft, Kultur, Literatur und Kunst. Oekumenischer Verlag Edel, Marburg an der Lahn 2007, ISBN 978-3-87598-048-6.
- Das Neue Testament: das lebendige und vielfältige Wort Gottes mit vielen Wort- und Übersetzungsvarianten für alle Christen und alle Nichtchristen aus dem griechischen Urtext übersetzt (und mit den wichtigsten Besonderheiten aus über 12 der bekanntesten deutschen Übersetzungen bereichert). Oekumenischer Verlag Edel, Marburg an der Lahn 2012, ISBN 978-3-87598-663-1.

Sachbücher
- Das Leben aus dem Geist (mehrbändig): Marburg an der Lahn 1965
  - Band 1: Evangelische Zeugnisse über das geistliche Leben, ISBN 978-3-87598-104-9.
  - Band 2: Katholische Zeugnisse über das geistliche Leben, ISBN 978-3-87598-106-3.
  - Band 3: Orthodoxe Zeugnisse über das geistliche Leben, ISBN 978-3-87598-108-7
- Die Psalmen. Zum Beten und Vorlesen für Psalmenbetrachtung und Wechselgebet. Oekumenischer Verlag Edel, Marburg an der Lahn 2004, ISBN 978-3-87598-658-7.
- Gott spricht mit mir. (Andachtsbuch; Oekumenische Texte und Studien 47) Oekumenischer Verlag Edel, Marburg an der Lahn 2013.

als Herausgeber
- Ein Weiser lebt unter uns. Anlässlich des 90. Geburtstages von Robert Saitschick. Marburg an der Lahn 1958.
- Der Mensch und seine Arbeit. Marburg an der Lahn 1964.